# Kai Lagesen
Kai Lagesen (Krokstadelva, 26 febbraio 1965) è un ex calciatore norvegese, di ruolo difensore.

## Carriera

### Club
Lagesen giocò nel Mjøndalen dal 1985 al 1987. Passò poi al Vålerengen, per cui esordì il 1º maggio 1988, nella vittoria per 1-2 sul Brann. Nel 1996, tornò al Mjøndalen.

### Nazionale
Conta 2 presenze per la Norvegia. Debuttò l'8 novembre 1986, nella sconfitta per 1-0 contro la Svizzera.